# Tout ne doit pas mourir
Tout ne doit pas mourir (Herrenvolk) est le 1er épisode de la saison 4 de la série télévisée X-Files. Dans cet épisode, qui fait partie de l'arc mythologique de la série et suit directement le dernier épisode de la saison précédente, Mulder, Scully et Jeremiah Smith doivent échapper à un chasseur de primes extraterrestre tout en recherchant la sœur de Mulder.

## Résumé
En Alberta, un réparateur de lignes téléphoniques est piqué par une abeille et fait une chute mortelle sous les yeux de cinq garçons identiques qui assistent silencieusement à la scène. Pendant ce temps, à Washington, Mulder, Scully et Jeremiah Smith sont poursuivis par un chasseur de primes extraterrestre. Mulder poignarde l'extraterrestre dans la nuque avant de s'enfuir en bateau avec Smith, laissant Scully seule avec le chasseur de primes qui semble mort. Mais celui-ci se réveille quand Scully s'approche de lui et l'étrangle avant de la relâcher quand il s'aperçoit qu'elle ne sait pas où sont partis Mulder et Smith.

## Distribution
- David Duchovny : Fox Mulder
- Gillian Anderson : Dana Scully
- Mitch Pileggi : Walter Skinner
- William B. Davis : l'homme à la cigarette
- Roy Thinnes : Jeremiah Smith
- Brian Thompson : le chasseur de primes extraterrestre
- Steven Williams : Monsieur X
- Laurie Holden : Marita Covarrubias
- Morris Panych : l'homme aux cheveux gris
- Rebecca Toolan : Teena Mulder
- Brendan Beiser : l'agent Pendrell
- Don S. Williams : First Elder
- Vanessa Morley : Samantha Mulder

## Production
Le titre original de l'épisode, Herrenvolk, est un mot allemand qui signifie race supérieure. La tagline habituelle du générique, The Truth Is Out There, est transformée pour l'épisode en Everything Dies (« Tout doit mourir »), phrase murmurée par le chasseur de primes extraterrestre à Mulder durant l'épisode.
L'épisode marque l'arrivée dans la série de Laurie Holden, qui interprète le rôle récurrent de Marita Covarrubias.

## Accueil

### Audiences
Lors de sa première diffusion aux États-Unis, l'épisode réalise un score de 13,2 sur l'échelle de Nielsen, avec 23 % de parts de marché, et est regardé par 21,11 millions de téléspectateurs.

### Critique
L'épisode obtient des critiques globalement favorables. Sarah Stegall, du site Munchkyn Zone, lui donne la note de 5/5. John Keegan, du site Critical Myth, lui donne la note de 9/10. Le magazine Entertainment Weekly lui donne la note de A-. Zack Handlen, du site The A.V. Club, lui donne la note de B+.
Le site Le Monde des Avengers lui donne la note de 2/4. Dans leur livre sur la série, Robert Shearman et Lars Pearson lui donnent la note de 1,5/5.